# Dziennik Chicagowski
Dziennik Chicagowski – Polish Daily Ethnic News – polonijny dziennik informacyjno-publicystyczny o profilu prawicowo-konserwatywnym, wydawany w Chicago w latach 1990-2007.

## Uruchomienie tytułu
Założycielem gazety był Michał Kuchejda, właściciel firmy poligraficznej Chemigraph Co., Inc. z drukarnią, przy 5242 West Diversey Avenue w Chicago, wydawca tygodnika „Relax”. Inauguracyjny numer „Dziennika Chicagowskiego” (nie mylić z „Dziennikiem Chicagoskim”) ukazał się w środę 17 stycznia 1990 i liczył zaledwie 8 stron. Niebawem jednak Dziennik zwiększył objętość do 16 stron w wydaniach codziennych a do 56 w magazynach weekendowych.
W skład pierwszego zespołu redakcyjnego wchodzili: Andrzej Heyduk, Cezary Kaźmierczak, Wiesław Książek, Dariusz Olszewski, Barbara Szewc. Wkrótce dołączyli: Marek Bober (red. nacz.), Ryszard Kijak (później korespondent w Polsce), Leszek Pieśniakiewicz, Aleksander Bilik, Stanisław Błaszczyna, Andrzej Rogalski, Jerzy Cierpiatka, Andrzej T. Jarmakowski (kolejny red. nacz.), Krystyna Godowska, Edward Dusza, Zdzisław Maciej Rurarz i inni.

## Profil gazety
„Dziennik Chicagowski” był tworzony przez przedstawicieli ówczesnej najnowszej imigracji polskiej z lat 80. XX wieku i adresowany dla najnowszej imigracji, zarówno tej zarobkowej („wakacjuszy”), jak i politycznej. Dziennik przeznaczał swoje łamy na bieżące wiadomości z Polski (w pierwszych latach codziennie dostarczane do redakcji przez korespondentów faksem, odbierane o określonej porze). Informował czytelników na temat wydarzeń z życia Polonii, zamieszczał wiadomości z Chicago, ze Stanów Zjednoczonych i ze świata.
Publicystyka obejmowała problemy związane z asymilacją polskich imigrantów w nowym środowisku, z ich integracją ze społecznością amerykańską, z uzyskiwaniem prawa stałego pobytu i obywatelstwa, z poszukiwaniem pracy. Dziennikarze zajmowali się też aktualną oceną sytuacji politycznej i gospodarczej w Polsce oraz na świecie. Zamieszczano również przedruki z prasy polskiej.

## Mutacje
17 listopada 1990 pojawiła się tygodnikowa wersja „Dziennika Chicagowskiego”: „Gazeta Polska” (nie mylić tej właśnie „Gazety Polskiej” wydawanej przez Michała Kuchejdę w Chicago, z innymi polskimi i polonijnymi czasopismami o tym samym tytule). Tygodnik ten stanowił przegląd ciekawszych artykułów publikowanych w „Dzienniku Chicagowskim” w ostatnim tygodniu. „Gazeta Polska” dystrybuowana była w Chicago i w większych skupiskach polonijnych w Stanach Zjednoczonych i w Kanadzie.
Z początkiem stycznia 1993 w Nowym Jorku rozpoczęto kolportaż „Dziennika Nowojorskiego” (nie mylić tegoż właśnie „Dziennika Nowojorskiego” wydawanego przez Michała Kuchejdę w Chicago, z innymi polonijnymi czasopismami o tym samym tytule). Była to mutacja tworzona przez zespół redakcyjny „Dziennika Chicagowskiego” – z nowojorskimi lokalnymi informacjami i z działem ogłoszeń dostosowanym do miejscowego rynku.
1 czerwca 1999 powstała sportowa wkładka do „Dziennika Chicagowskiego”, zatytułowana: Przegląd Sportowy (nie mylić tegoż wydawanego przez Michała Kuchejdę z Chicago Przeglądu Sportowego, z ukazującą się w Polsce gazetą o tym samym tytule). Redaktorem odpowiedzialnym był Leszek Pieśniakiewicz, dział sportu polonijnego redagował Wiesław Książek. Wkładka ukazywała się dwa razy w tygodniu: w poniedziałki i w wydaniu weekendowym gazety.
Z końcem czerwca 2007 roku wydawanie „Dziennika Chicagowskiego” zawieszono a wraz z nim wkładki Przeglądu Sportowego. Obecnie (2021) „Dziennik Chicagowski” (dziennikchicagowski.com) jest częścią portalu informacyjnego wiadomosci.com. 